# Max Peintner
Max Peintner (* 1937 in Hall in Tirol) ist ein österreichischer Architekt und Maler.

## Leben
Peintner studierte Bauingenieurwesen an der Technischen Hochschule Wien sowie bis 1963 Architektur an der Akademie der bildenden Künste Wien. 1964 gab er mit Heinz Geretsegger die Monografie Otto Wagner 1841–1918. Unbegrenzte Großstadt, Beginn der modernen Architektur im Residenz Verlag heraus. 1969 veröffentlichte er erste Zeichnungen unter dem Titel Sechs Beiträge zur Zukunft’: Technik- und Zivilisationskritik unter dem Deckmantel der Utopie. 1972 war Peintner mit Werken in der Kunsthalle Baden-Baden vertreten. 1977 zeigte die documenta 6 seine Arbeiten. 1986 war er mit Karl Prantl Vertreter Österreichs bei der Biennale di Venezia. Seine Werke wurden in Einzel- und Gruppenausstellungen unter anderem in der Staatsgalerie Stuttgart (1982), im Rupertinum in Salzburg (1985/1986), im Museion in Bozen (1989) und im Ludwig Kortárs Művészeti Múzeum in Budapest (1996/1997) gezeigt. Die Neue Galerie Graz widmete ihm 2000 eine Retrospektive. Eine Bleistiftzeichnung Peintners aus dem Jahr 1974 befindet sich in der Sammlung des Museum of Modern Art in New York.
Peintners Arbeit „Die ungebrochene Anziehungskraft der Natur“ (1970/71) war Ausgangspunkt für das Kunstprojekt For Forest (Klagenfurt 2019). Als Leihgabe von Michael und Marina Schmutzer (New York) war es 2020 in der Eröffnungsausstellung der Albertina Modern in Wien zu sehen.
Peintner lebt in Wien. Er ist Großcousin vom Architekten und Designer Ettore Sottsass.

## Schriften
- Krieg nach dem Sieg. Residenz Verlag 1995 ISBN 3-7017-0937-8